# Liga Nacional de Handebol Masculino de 2017
A Liga Nacional 2017 foi a XXI edição do campeonato e conquistada pelo Esporte Clube Pinheiros pelo placar final de 29 x 26, o vice-campeonato ficou com a equipe de Handebol Taubaté. 
O jogo teve duas prorrogações, no tempo normal as duas equipes empataram pelo placar de 19 x 19.
Assim o Esporte Clube Pinheiros conquista seu 7 titulo de Liga Nacional.
O terceiro lugar ficou com a equipe de Handebol São Caetano.

## Forma de Disputa
O campeonato foi disputado em 3 fases:
- Primeira fase 4 conferências;
- Segunda fase disputada em Taubaté[1];
- Fase final disputada em São Bernardo do Campo[2].

### Primeira Fase*

#### Conferências
Sul/Sudeste
Centro-Oeste
Nordeste
Norte
*Falta de informação no site da CBHb não é possível colocar mais informações sobre as conferências.

### Segunda Fase
Se classificaram para a segunda fase:
- 4 times da Conferencias Sul/Sudeste;
- 2 times da Conferencia Norte;
- 2 times da conferencia Nordentes;
- 2 times da Conferencia Centro-Oeste.

Os time foram divididos em duas chaves:
| Chave "A"                 | Chave "B"                                |
| ------------------------- | ---------------------------------------- |
| Taubaté/FAB/UNITAU - SP   | Esporte Clube Pinheiros - SP             |
| São Caetano Handebol - SP | MRV UNICESUMAR Londrina/Paiquerê FM - PR |
| Clube Remo/HEANDTEM - PA  | Handebol Alvinegro/ABC/SPORT - RN*       |
| Português/AESO - PE       | A.E.R/Rio Verde - GO                     |
| Mega Alfa Handebol - DF   | Carajás/CHC - PA                         |

*Não participou da segunda fase

### Fase Final (Semi final e Final)
Os jogos foram transmitidos pela SporTV.

#### Semi Final - 1ª Rodada - 14/12
Taubaté/FAB/UNITAU - SP 24 x 20 MRV/UNICESUMAR Londrina/Paiquerê FM - PR
Esporte Clube Pinheiros 35 x 26 São Caetano Handebol - SP

#### Semi Final - 2ª Rodada - 15/12[3]
Taubaté/FAB/UNITAU - SP 27 x 19 MRV/UNICESUMAR Londrina/Paiquerê FM - PR
Esporte Clube Pinheiros 26 x 25 São Caetano Handebol - SP

#### Final[4]
Esporte Clube Pinheiros 29 x 26Taubaté/FAB/UNITAU - SP

#### 3º e 4º Lugares
São Caetano Handebol - SP 20 x 18 MRV/UNICESUMAR Londrina/Paiquerê FM - PR